# اقتصادنا (كتاب)
اقتصادنا هو كتاب ألفه محمد باقر الصدر في بداية الستينيات في القرن العشرين، يتناول الاقتصاد الإسلامي.
لا زال الكتاب يشكل مرجعاً للكثير من قواعد البنوك الإسلامية، حيث إنه كتاب يتحدث عن الاقتصاد الإسلامي ومزاياه ويتحدث عن أضرار الاقتصاديات الأخرى مثل الاشتراكية والرأسمالية وغيرها ويقارن بينها.
تميز الكتاب بأسلوبه الراقي وأسلوب النقاش الصحيح في تفنيد وتوضيح السلبيات التي تقع في الأنظمة الاقتصادية الأخرى، وكيف أن الاقتصاد الإسلامي هو الاقتصاد الذي يجب أن يكون لعدم وجود خلل به أو يؤدي إلى بعض الأمور والعقبات التي تخل بالاقتصاد.

## المؤلف
السيد محمد باقر بن حيدر بن إسماعيل الصدر، مفكر وفقيه مفسر وفيلسوف وقائد سياسي عراقي، ولد في مدينة الكاظمية بالعراق سنة 1353هـ، هاجر إلى مدينة النجف، درس المعارف في الحوزة الدينية بالنجف الأشرف إلى أن نال درجة الاجتهاد، من أساتذة الحوزة العلمية، مؤسس حزب الدعوة الإسلامية، اعتقل من قبل السلطات العراقية عدة مرات، وفي الاعتقال الرابع اُعدم وذلك سنة 1400 هـ الموافق 1980 م

## محتوى الكتاب
يطرح الصدر في كتابه اقتصادنا المادية التاريخية وقوانين الديالكتك، والمراحل الخمس للمجتمع الفكري الماركسي ونقد الفكر الاقتصادي الماركسي، ويختم الكتاب بتناول الهيكل العام للاقتصاد الإسلامي.
يتكون الكتاب من ثلاثة فصول:
الفصل الأول: دراسة المذهب الماركسي المتمثل في المادية التاريخية، وطرح الأسس الفكرية للمذهب، ثم ينقده.
الفصل الثاني: دراسة المذهب الرأسمالي، ومبادئه.
الفصل الثالث: دراسة مفصلة للأقتصاد الإسلامي، مبادئه، شرح مفصل لأنظمة التوزيع والإنتاج في الإسلام.

## خلاصة وشرح وترجمة
- ألّف محمد جعفر شمس الدين، اقتصادنا تلخيص وتوضيح في 4 أقسام.[3]
- تُرجم إلى اللغة الإنكليزية والألمانية والتركية والفارسية.[4]